# Villa San Agustín
Villa San Agustín, conosciuta anche con il nome di San Agustín de Valle Fértil, è un centro abitato dell'Argentina, situato nella porzione orientale della provincia di San Juan; è il centro amministrativo del dipartimento di Valle Fértil.
La località fu fondata il 18 aprile 1776 con il nome di San Agustín de Jáuregui da Pedro Pablo Quiroga, per ordine della Junta de Poblaciones del Reino de Chile, un'istituzione creata dalla monarchia spagnola allo scopo di creare nuove località all'interno della Capitaneria Generale del Cile, alla quale il territorio apparteneva all'epoca.

## Popolazione
Al censimento del 2001, la località contava una popolazione di 3 900 abitanti.